# Urs Zimmermann
Urs Zimmermann (nascido a 29 de novembro de 1959 em Mühledorf, Suíça) é um ex-ciclista profissional suíço da década de 1980, cujo melhor ano desportivo foi 1986, em que conseguiu subir ao pódio do Tour de France, além de outras vitórias. Pello Ruiz cabestany, em seu livro "Histórias de um ciclista" faz a seguinte afirmação literal, sobre o ciclista suíço: "eu só recordo um corredor que que tem competido nesta prova (o tour de France) durante a era moderna, sem utilizar elementos alheios aos que proporciona a alimentação natural. Chamava-se Urs Zimmermann e finalizou o tour em terceira posição, mas aguento somente um par de anos mais sobre a bicicleta" "não tomava nem uma única vitamina, e hoje em dia me parece que é praticamente impossível suportar vinte e tantos dias, pedalando seis horas diárias, sem uma recuperação médica".

## Palmarés
- 1981
  - Hegiberg-Rundfahrt

- 1982
  - 2.º no Campeonato do mundo em contrarrelógio por equipas

- 1984
  - Volta à Suíça

- 1986
  - Dauphiné Libéré
  - Critérium Internacional, mais 1 etapa
  - Campeão da Suíça em estrada  
  - 3.º no Tour de France
  - Giro de Lazio

- 1988
  - Giro do Trentino, mais 1 etapa
  - 1 etapa do Volta à Romandia
  - 3.º no Giro d'Italia